# Plestiodon lagunensis
Plestiodon lagunensis е вид влечуго от семейство Сцинкови (Scincidae).

## Разпространение
Видът е разпространен в Мексико.